# Ambelania longiloba
Ambelania longiloba é uma espécie de planta do gênero Ambelania.  

## Taxonomia
A espécie foi descrita em 1971 por Friedrich Markgraf. 